# Вермилиън (река, Луизиана)
Вермилиън  (или Байо Вермилиън) е река, дълга около 112,7 км, в Южна Луизиана в Съединените американски щати.
Тя се формира на границата между Лафайет и Сейнт Мартин чрез сливането на малки ръкави, идващи от Сейнт Ландри Париш, и течащи на юг през Лафайет и Вермилиън Париш, преминаващи покрай град Лафайет и Ейбвил. До пристанището в Крайморския град, Гълф интракоустал уотъруей пресича реката преди тя да се влее във Вермилиън Бей, на Мексиканския залив.
Реката е „приливна река“, което означава, че Вермилиън е създадена от долу нагоре. Реката е създадена от Вермилиън Бей, от приливите и други природни действия в залива, които бавно прояждат блатата и другите особености на ландшафта, позволявайки на реката да тръгне на север. Този процес образува канал, който един ден ще отведе река Вермилиън толкова далеч на север, чак до Лафайет, щата Луизиана. Много по-късно ръкавите на Байо Тече ще направят път на юг и в крайна сметка ще се свържат с потока, образувайки истински течаща от север на юг река. По време на голяма суша, част от Вермилиън се обръща назад и тече на север. Явлението на обратното течение се случва, защото речния басейн при Лафайет е на по-високо ниво. Оттичащите се дъждовни води от градската зона се вливат в реката в големи обеми и по-високи темпове и забързват скоростта на оттока в горната част на течението. Това повдига нивото на водата в река Вермилиън на юг от Лафайет. Това покачване на нивото на водата понякога надвишава нивото над Лафайет, като по този начин предизвиква обратен ефект на движение. Освен това, когато нивото на водата в реката Вермильон надвишава определени нива, водата започва да се стича в Байо Тортю Суомп. Блатото има способността да задържа водата, което също допринася за обратния ефект на движение. Водата от река Вермилиън влиза в Байю Тортю Суомп през две клисури. 
На ранен етап на развитие, единствената точка в града, където водния транспорт може да бъде осигурен е на мястото на моста Пинхук. Следователно, бизнеса и предприятията се намират там. В по-късните години, параходи минават по реката. Въпреки това, ниските нива на водата и ограничава способността им на придвижване.
Значението на Вермилиън като средство за придвижване и търговия са намалели с въвеждането на железницата и павирането през 1936 г. на всички пътища, водещи към Лафайет. Армейския корпус на инженерите също са оказали съществено влияние върху Bayou Вермилиън. Тяхното драгиране на реката е завършено през 1944 г., осигурявайки дълбочина от 3 м и ширина в долната част до 30 м.

## Селища
- Лафайет Париш
  - Стики, Луизиана
  - Пон Дьо Мутон, Луизиана
  - Анс Ла Бют, Луизиана
  - Лонг Бридж, Луизиана
  - Лафайет, Луизиана
  - Милтън, Луизиана
- Вермилиън Париш
  - Ейбивил, Луизиана
  - Пери, Луизиана
  - Роуз Хил, Луизиана
  - Банкър, Луизиана